# Martin Moormann
Martin Moormann (Stockerau, 30 aprile 2001) è un calciatore austriaco, difensore del Blau-Weiß Linz.

## Carriera

### Club
Cresciuto nel settore giovanile del St. Pölten, nel 2018 viene acquistato dal Rapid Vienna che lo aggrega alla propria seconda squadra; debutta in prima squadra il 28 ottobre 2021 in occasione dell'incontro di ÖFB-Cup vinto 3-0 contro l'Amstetten.

### Nazionale
Ha giocato nelle nazionali giovanili austriache Under-15, Under-17, Under-18 ed Under-21.

## Statistiche
Statistiche aggiornate al 9 dicembre 2021.

### Presenze e reti nei club
| Stagione        | Squadra         | Campionato      | Campionato | Campionato | Coppe nazionali | Coppe nazionali | Coppe nazionali | Coppe continentali | Coppe continentali | Coppe continentali | Altre coppe | Altre coppe | Altre coppe | Totale | Totale | Totale |
| Stagione        | Squadra         | Comp            | Pres       | Reti       | Comp            | Pres            | Reti            | Comp               | Pres               | Reti               | Comp        | Pres        | Reti        | Pres   | Reti   |        |
| --------------- | --------------- | --------------- | ---------- | ---------- | --------------- | --------------- | --------------- | ------------------ | ------------------ | ------------------ | ----------- | ----------- | ----------- | ------ | ------ | ------ |
| 2018-2019       | Rapid Vienna II | RL              | 17         | 2          |                 | -               | -               |                    | -                  | -                  |             | -           | -           | 17     | 2      |        |
| 2019-2020       | Rapid Vienna II | RL              | 9          | 0          |                 | -               | -               |                    | -                  | -                  |             | -           | -           | 9      | 0      |        |
| 2020-2021       | Rapid Vienna II | 2L              | 5          | 1          |                 | -               | -               |                    | -                  | -                  |             | -           | -           | 5      | 1      |        |
| 2021-2022       | Rapid Vienna II | 2L              | 9          | 1          |                 | -               | -               |                    | -                  | -                  |             | -           | -           | 9      | 1      |        |
| 2021-2022       | Rapid Vienna    | BL              | 4          | 0          | CA              | 1               | 0               | UCL+UEL            | 0+3                | 0                  |             | -           | -           | 8      | 0      |        |
| Totale carriera | Totale carriera | Totale carriera | 44         | 4          |                 | 1               | 0               |                    | 3                  | 0                  |             | -           | -           | 48     | 4      |        |